# 関西労災看護専門学校

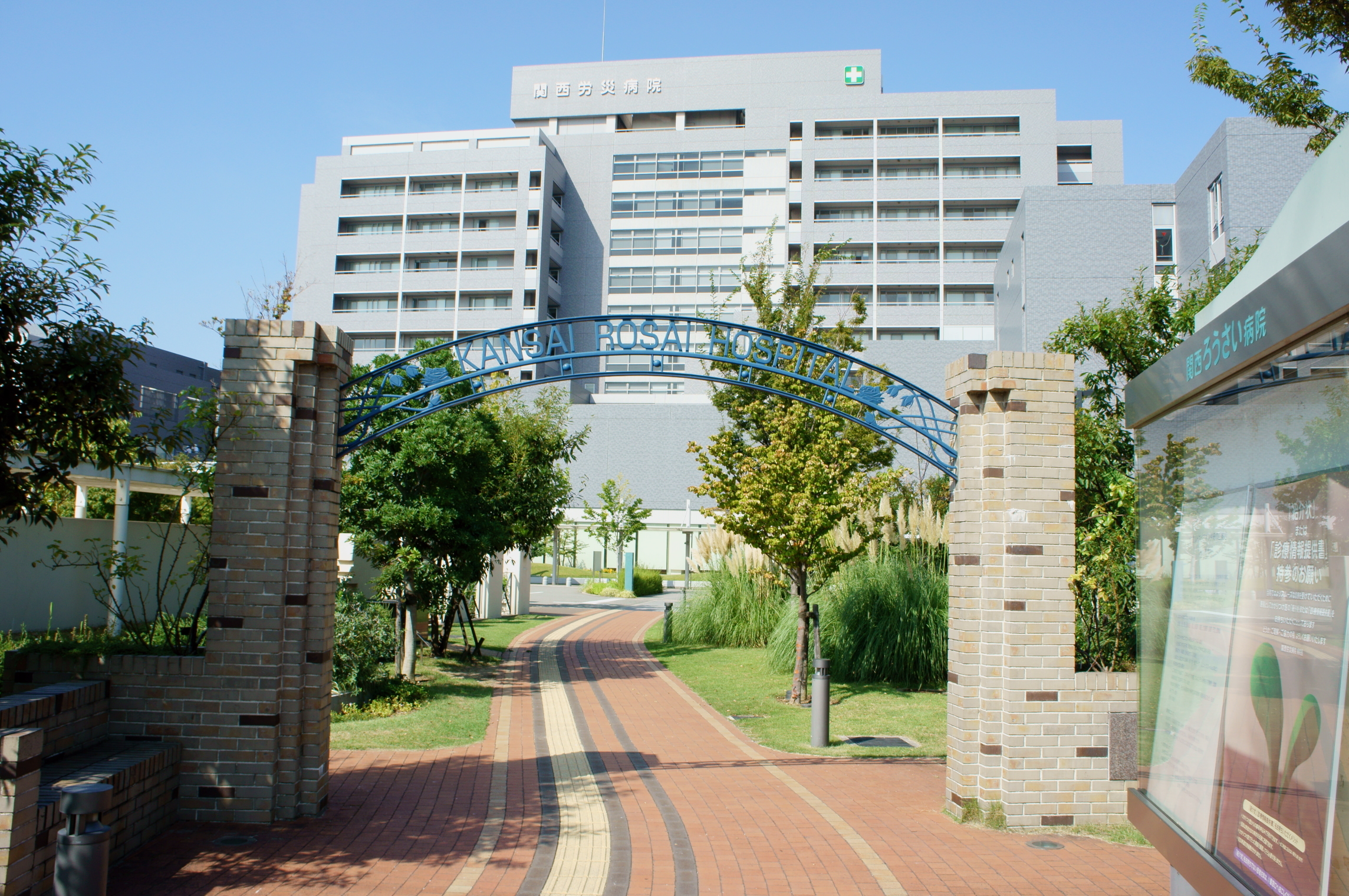
同一敷地内に所在する関西労災病院

関西労災看護専門学校（かんさいろうさいかんごせんもんがっこう）は、独立行政法人労働者健康安全機構が兵庫県尼崎市稲葉荘に設置する専修学校。関西労災病院と同一敷地内に所在。

## 学科
- 看護学科（修業年限3年,全日制,定員40名,男女共学）[1]

## 設備
- 全室個室の学生寮（本校から徒歩5分）[2]

## 卒業後の資格
- 専門士称号[3]
- 看護師国家試験の受験資格
- 保健師・助産師養成学校受験資格
- 四年制大学編入学資格

## 看護師国家試験合格率
（下表の出典）
| 看護師国家試験実施年(卒業年度) | 新卒者のみ(％) | 既卒者含む(％)   | 全国平均(％) |
| ------------------------------ | -------------- | ---------------- | ------------ |
| 2021年度(令和2年度)卒業生      | 100.0          | 97.6             | 90.4         |
| 2020年度(令和元年度)卒業生     | 97.2           | 既卒者受験者なし | 89.2         |
| 2019年度(平成30年度)卒業生     | 100.0          | 既卒者受験者なし | 89.3         |

## 交通アクセス
- JR神戸線「立花駅」より徒歩17分[5]
- 阪神バス「労災病院前」停留所下車[5]